# Лухішшан
Лухішшан (*𒇻𒄴𒅖𒀭; д/н — бл. 2300 до н. е.) — шарру (цар) Авану (Еламу). Вів запеклі війни з Аккадським царством.

## Життєпис
Походив з Аванської династії. Був сином царя Хішепратепа I. Разом з тим в різних списах його попередником значиться також Кікку-сіве-темті, можливо старший брат або стрийко Лухішшана
Цар Еламу згадується у написах Саргона, царя Аккаду, який стверджував, що він «Саргон, цар світу, завойовник Еламу і Парахшума». Саргон також називає різних правителів сходу, яких він переміг, зокрема «Лух-ух-іш-ана, сина Гісібрасіні, царя Еламу».
Лухішшан боровся з Аккадом в союзі з підлеглими правителями — Санамсімурру, ішшаку Еламу, і Сідгау, шакканаку Варахсе, але коаліція зазнала поразки. Лухішшан разом зіншими потрапив у полон, зобов'язавшись сплачувати данину. після цього відновлений на троні.
Після смерті Саргона цар Авану повстав проти нового аккадського царя Рімуша, який знову виступив проти Лухішшана. Той після запеклої боротьбі близько 2300 року до н. е. зазнав поразки й загинув. Боротьбу продовжив його син Хішепратеп II.